# Iris Apfel
Iris Apfel (Astoria, Nueva York; 29 de agosto de 1921-Palm Beach, Florida; 1 de marzo de 2024) fue una empresaria estadounidense, diseñadora de interiores e icono de la moda.

## Carrera
Trabajó en su juventud en la revista de moda Women's Wear Daily y como asistente del ilustrador de moda Robert Goodman, a través de quien conoció a Elinor Johnson. En 1947 conoció al comerciante textil Carl Apfel con quien en 1948 contrajo matrimonio y dos años después fundaron su compañía textil y de diseño de interiores Old World Weavers. Esta compañía tomó parte en diversos proyectos de diseño y restauración, incluyendo trabajos para la Casa Blanca en nueve ocasiones durante las administraciones de los presidentes Truman, Eisenhower, Kennedy, Johnson, Nixon, Ford, Carter, Reagan y Clinton.

## Vida personal
Nacida en una familia judía, fue la única hija de Samuel Barrel, cuya familia es dueña de un negocio de espejos y cristales, y de su esposa nacida en Rusia, Sadye, dueña de una boutique de moda.
Estuvo casada durante 67 años con Carl Apfel, un comerciante textil al que conoció en 1947. Un año más tarde contrajeron matrimonio. El 1 de agosto de 2015 Carl falleció a la edad de 100 años, tan solo tres días antes de cumplir 101.
Falleció el 1 de marzo de 2024, a los 102 años de edad; el anuncio público se hizo por su cuenta oficial de Instagram sin especificar las causas del fallecimiento.

## Legado

### Documental
En 2014, Albert Maysles realizó un documental acerca de la vida de Iris Apfel llamado Iris. Su estreno tuvo lugar en el Festival de Cine de Nueva York en octubre del mismo año. La compañía distribuidora Magnolia Pictures adquirió en 2014 los derechos de distribución para proyectarla en los complejos cinematográficos de Estados Unidos. En octubre de 2015, el documental es agregado al catálogo de Netflix.